# 메이드 인 루프탑
《메이드 인 루프탑》은 2021년에 개봉한 대한민국의 단편 영화이다.

## 캐스팅
- 이홍내 : 지하늘 역 - 본작의 메인 주인공.
- 정휘 : 봉식 역
- 곽민규 : 민호 역
- 염문경 : 정연 역
- 이정은 : 순자 역
- 강정우 : 이정민 역
- 까미 : 아리 역
- 남문철 : 이정민 부 역
- 박선미 : 이정민 모 역
- 정재식 : 팻샵 사장 역

## 수상
- 2020년 제10회 서울 국제 프라이드 영화제 후보 핫핑크
- 2020년 제46회 서울독립영화제 후보 페스티벌 초이스 - 장편
- 2021년 제9회 무주산골영화제 후보 상영작 - 판